# Верхказаковы
 Верхказаковы  — деревня в Афанасьевском районе Кировской области в составе Ичетовкинского сельского поселения.

## География
Расположена на расстоянии примерно 16 км на север от райцентра поселка  Афанасьево на правобережье реки Кама.

## История
Известна с 1891 года как деревня Верх-Казаковское, в 1905 дворов 22 и жителей 115, в 1926 хозяйств 17 и жителей 79, в 1950 24 и 81, в 1989 оставалось 4 человека. Современное название с 1978 года .  

## Население
Постоянное население составляло 6 человек (русские 100%) в 2002 году, 1 в 2010.